# Ékszerdoboz

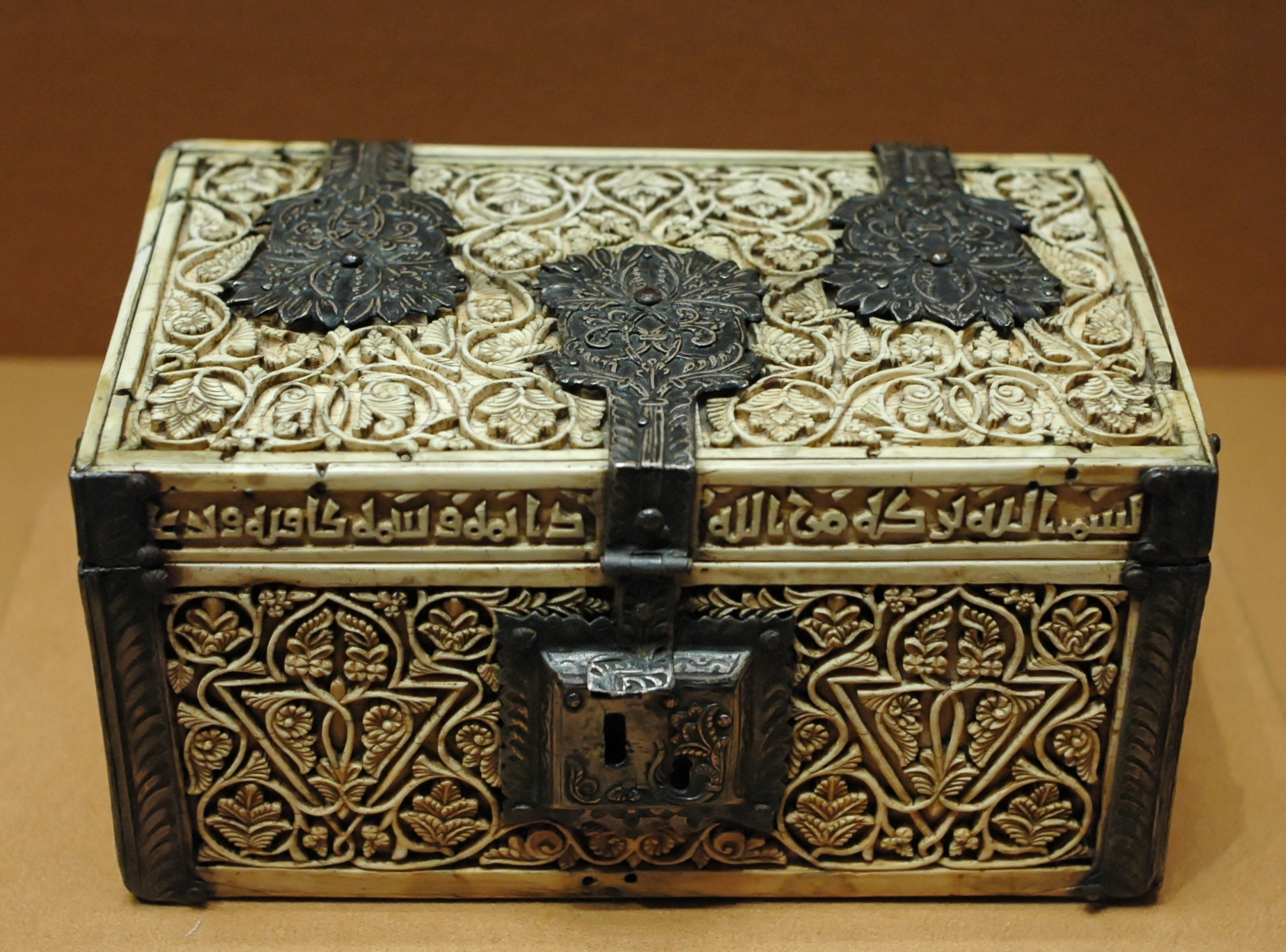
Elefántcsontból készült ezüstberakásos ékszerdoboz

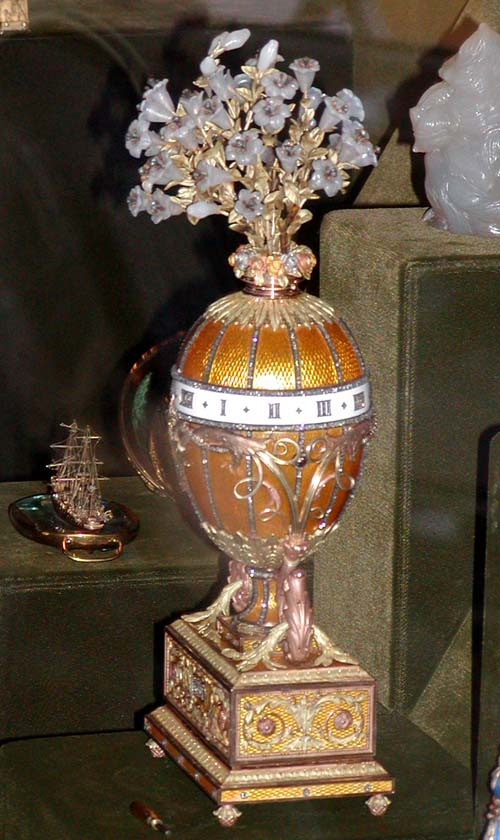
Fabergé-tojás

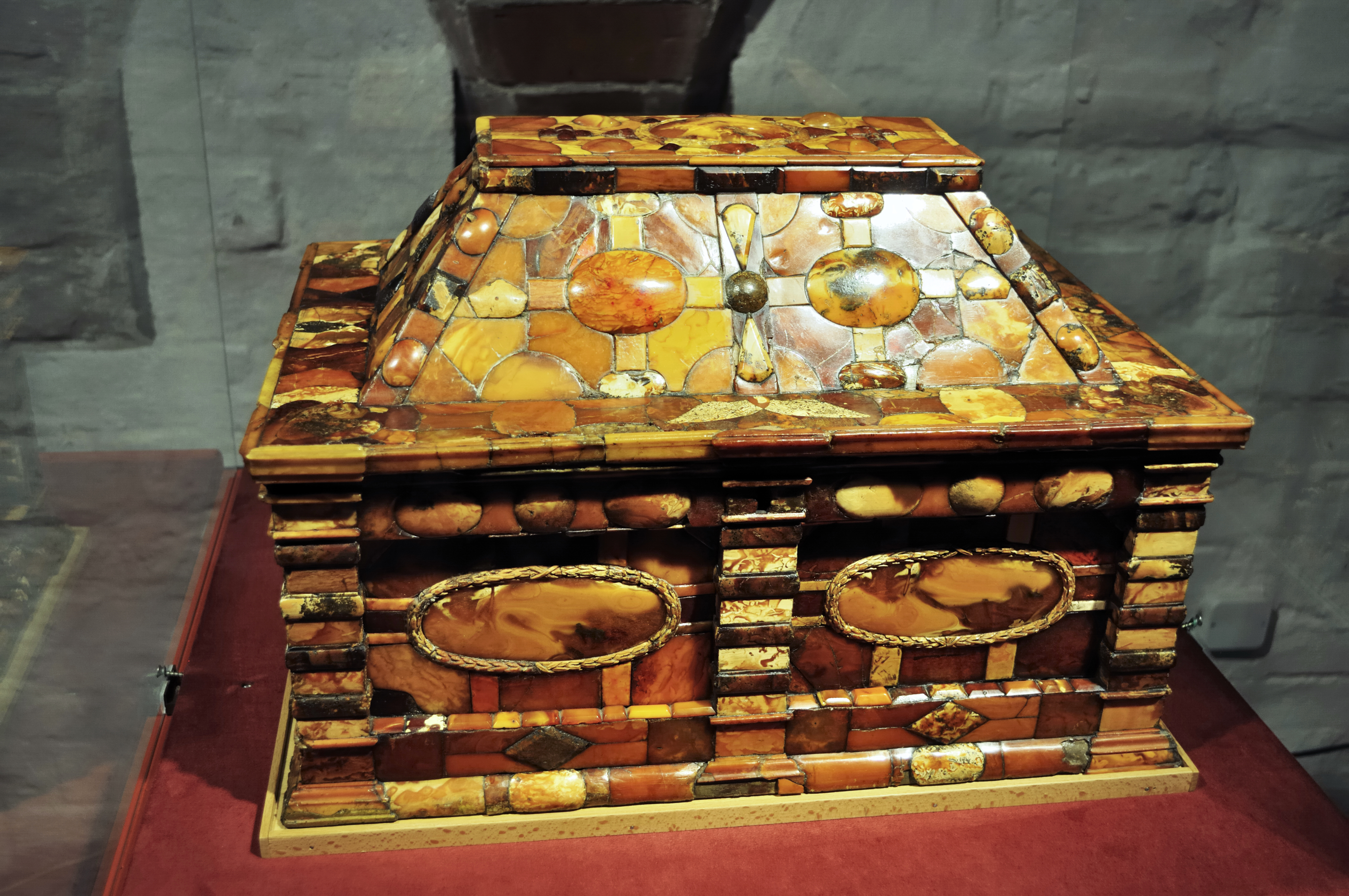
Borostyánnal díszített ékszerdoboz a 17. századból

Az ékszerdoboz tárolási lehetőséget is nyújt ékszerek és egyéb értékes tárgyak számára. Az ékszerdobozok eredetileg gazdagon díszített iparművészeti remekek készültek fából, bőrből, fémből. Napjainkban az iparilag előállított dobozok bármilyen anyagból és formában készülhetnek és többségükben értéktelen tucattermékek. Léteznek egyszerű ékszerdobozok, illetve többfiókos, többrekeszes, esetleg gyűrűtartóval és nyaklánc tárolóval ellátott kivitelben is.

## Története
A különböző értékek őrzésére készített dobozok a emberiség történelmének legrégebbi korából is ismertek. Az ipari társadalom kialakulása előtt minden ékszerdoboz kézműves, zömük iparművészeti alkotás volt. Az ékszerdobozok gazdag emberek számára készültek. A fából, fémből készült ékszerdobozok külsejét gyakran díszítették drágakövek, borította intarzia. A belsejét pedig selyemmel bélelték. Sok esetben egy-egy ékszerdoboz nagyobb értéket képviselt, mint a benne tartott tárgyak. Ezek a dobozok nagyon gyakran készültek speciális zárszerkezetekkel, és a belsejükben gyakran képeztek ki titkos rekeszt esetenként akár többet is.
A 7. századból ismert a 23 x 19 x 11 cm-es méretével igazi ékszerdoboznak nevezhető Auzoni rúnás skatulya. Ez a British Museumban, Londonban őrzött díszesen faragott bálnacsontból készült doboz. A dobozt rúnaírással övezett, keresztény és pogány tradíciókat ábrázoló faragott relief díszíti, így egyszerre fontos művészeti és nyelvi emléke a korai középkornak.

## Különlegességek

### Fabergé-tojások
Az ékszerdobozok egyik legkülönlegesebb darabjait képezik a Fabergé-tojások. 1885 és 1917 között a francia hugenotta származású Peter Carl Fabergé (1846–1920) az orosz cári család számára készített különlegesen drága, tojás alakú ékszerdobozokat a cári család hölgy tagjai számára. Összességében 71 darab készült, egyedi kidolgozásban ebből 54 a cári család részére, a többi egyéni megrendelésre.

### Paleh-skatulyák
Oroszország Ivanovói területén található Paleh városkából származó orosz népművészeti alkotások a paleh lakkdobozok. Ezek a festett és a világon egyedülálló módon lakkozott alkotások (skatulyák, ékszerdobozok stb.) temperával papírmaséra készülnek általában fekete háttérrel és dúsan aranyozottak.